# Spiranthes diluvialis
Spiranthes diluvialis är en orkidéart som beskrevs av Charles John Sheviak. Spiranthes diluvialis ingår i släktet skruvaxsläktet, och familjen orkidéer. Inga underarter finns listade i Catalogue of Life.